# Eugen Steinach
Eugen Steinach, né le 27 janvier 1861 à Hohenems, dans le Vorarlberg (Autriche) et mort à Territet, près de Montreux (Suisse) le 14 mai 1944 est un physiologiste autrichien spécialisé en endocrinologie sexuelle.

## Biographie
Fils et petit-fils de médecins, Eugen Steinach effectue d’abord des études de sciences naturelles à Genève, avant de suivre des cours à la faculté de médecine de Vienne où il passe en 1886 son doctorat. Il obtient un poste d’assistant à l’institut de physiologie d’Innsbruck puis devient l’assistant du professeur Karl Ewald Hering à l’institut de physiologie de l’université allemande de Prague. Nommé professeur extraordinaire en 1896, il accède en 1906 au titre de professeur titulaire de la chaire de physiologie, ce qui lui permet de commencer ses propres travaux.
En 1912, il est nommé au poste de directeur des recherches physiologique à l’institut de biologie expérimentale de Vienne fondé par Hans Leo Przibram. C’est dans cet institut qu’il mène l’essentiel de ses recherches pionnières en endocrinologie sexuelle. Celles-ci contribuent d’abord à sa grande notoriété puis à peu à peu à un relatif discrédit. Plusieurs fois cité par des collègues pour l’attribution du prix Nobel, il n’a jamais reçu cette récompense. 
Marié tardivement, à l’âge de 60 ans, avec Antonie Thumim (1867-1938) une féministe originaire de Breslau (Wroclaw, Pologne) et veuve fortunée d’un magistrat autrichien, il n’a pas de descendance.
Après l’Anschluss, Steinach cherche en vain, à se faire recruter par une université américaine et doit s’exiler à Zurich, en Suisse. Il y meurt lors d’une excursion à Territet.

## Travaux
Eugen Steinach a été parmi les premiers endocrinologues à effectuer des transplantations croisées (mâle x femelle) de gonades chez des mammifères, ce qui lui a permis d’établir que ces glandes déterminaient les caractères sexuels secondaires ainsi que le comportement sexuel. Avec l’urologue Robert Lichtenstern il a procédé en 1917 à la transplantation d’un testicule chez un homosexuel préalablement castré. Ce fut le début de travaux sur ce thème et de polémiques. Steinach crut pouvoir observer dans les testicules d’homosexuels des cellules F, qui seraient productrices d’hormones femelles et déclencheraient l’homosexualité à la puberté. L’enthousiasme des premiers résultats qui suivirent l’opération de plusieurs homosexuels céda la place au discrédit consécutifs à une majorité d’échecs.
Steinach devint surtout célèbre pour une opération qui était censée restaurer les forces et la jeunesse des hommes : la ligature des canaux déférents (ou vasectomie). En effet, ainsi que l’avait d’abord observé Auguste Prenant puis Pol Bouin et Paul Ancel, cette ligature était suivie d’une atrophie des tubes séminifères mais une multiplication des cellules de Leydig sécrétrices de testostérone.
Des milliers d’hommes subirent cette opération dite de Steinach, et parmi eux Sigmund Freud et William Butler Yeats.
Steinach contribua en collaborant avec les laboratoires Schering à mettre au point la première préparation hormonale extraite des ovaires et mise sur le marché : le Progynon (1928).